# Strathocles funebris
Strathocles funebris är en fjärilsart som beskrevs av William Schaus 1912. Strathocles funebris ingår i släktet Strathocles och familjen nattflyn. Inga underarter finns listade i Catalogue of Life.